# Slag bij Fornovo

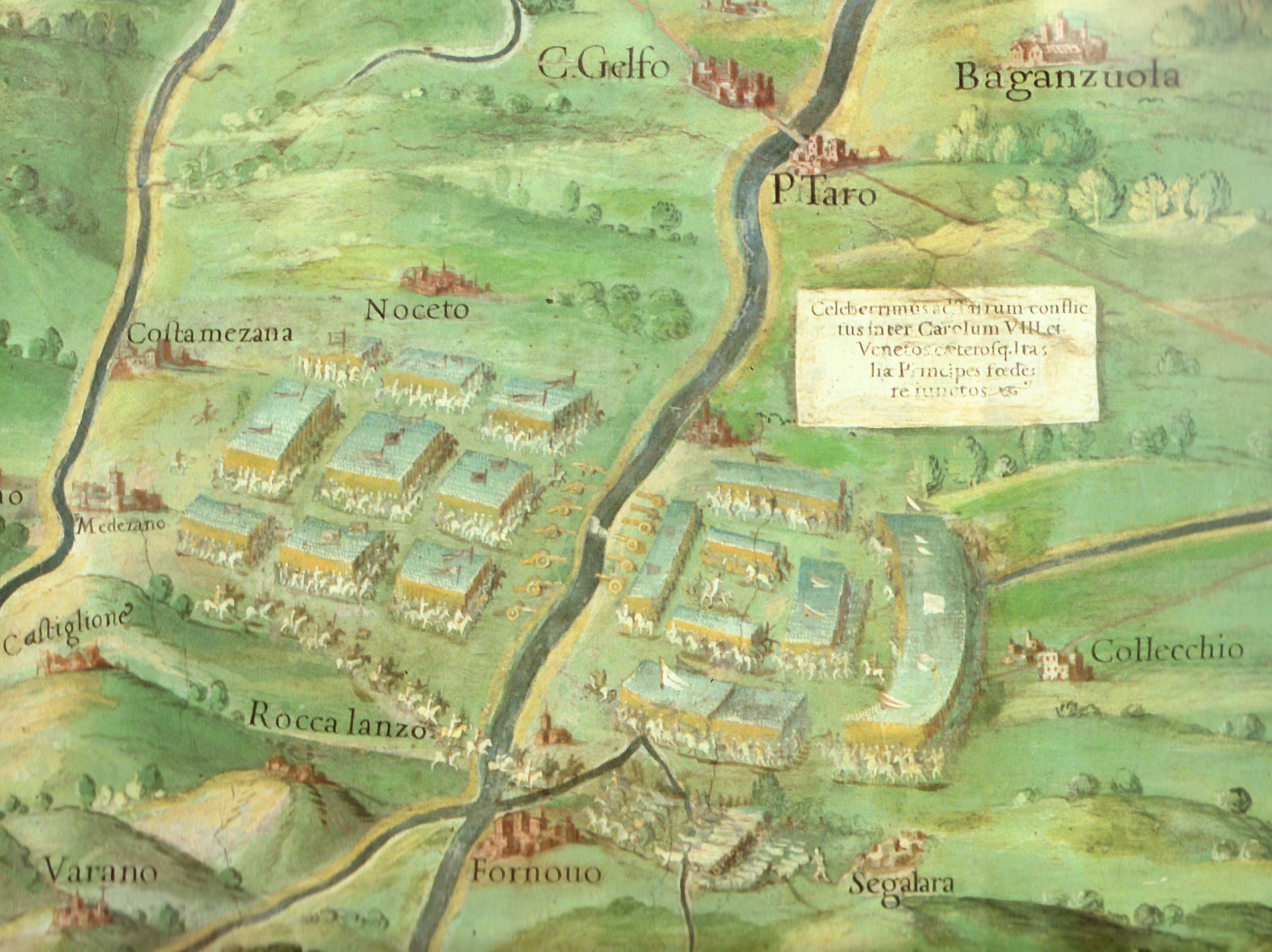
Fresco van de Slag bij Fornovo

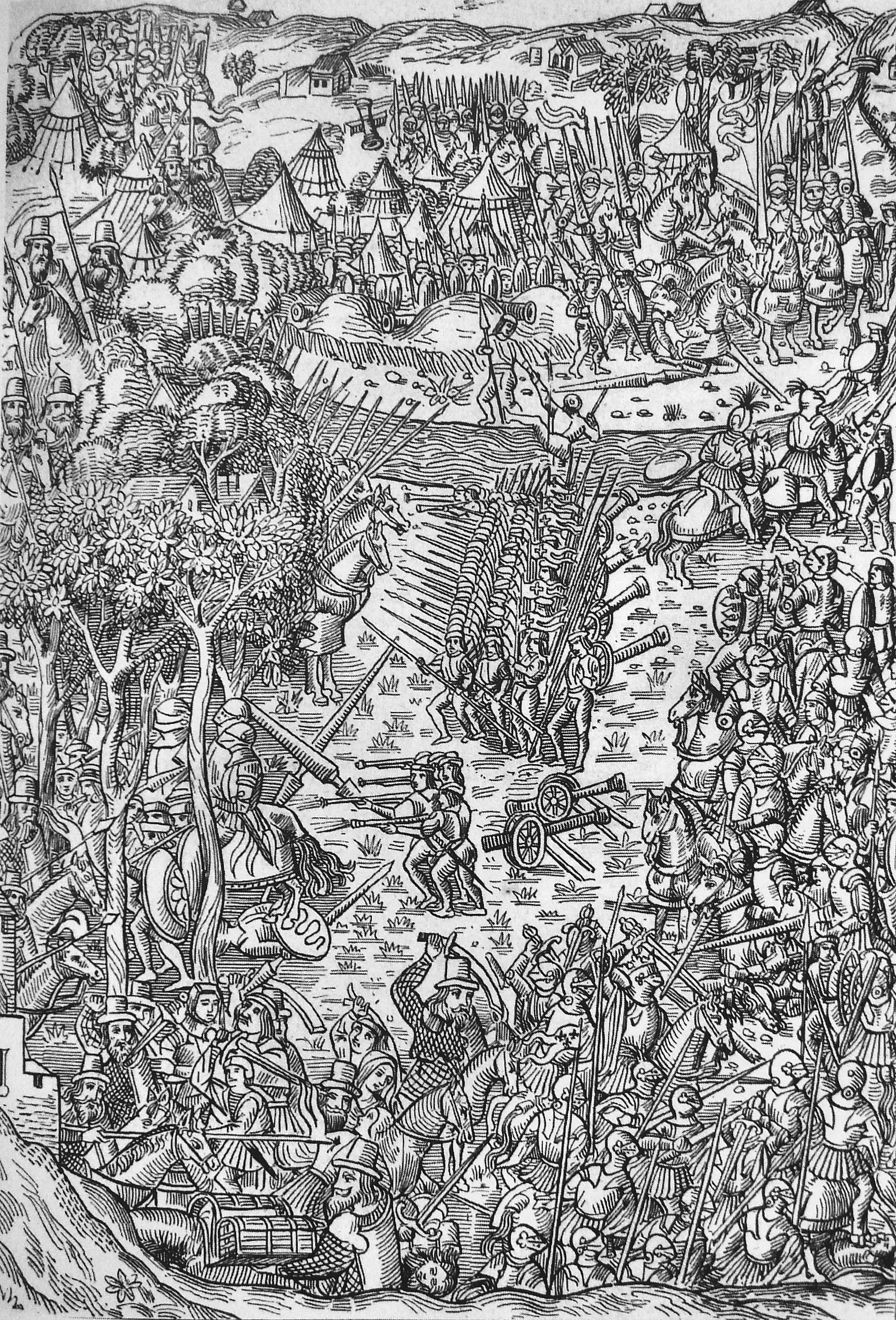
Tekening van de slag

De Slag bij Fornovo vond plaats op 6 juli 1495 in de omgeving van Fornovo, 30 km ten zuidwesten van Parma. Het was de eerste grote slag van de Italiaanse Oorlogen. Het gevolg van de slag was dat de Fransen tijdelijk uit Italië verdreven werden. 

## Wat voorafging
Karel VIII van Frankrijk had zijn zinnen gezet op het koninkrijk Napels en nam de macht hier over in februari 1495. In reactie op zijn militaire succes in Italië, sloot paus Alexander VI een bondgenootschap met de republiek Venetië, keizer Maximiliaan I, Ferdinand II van Aragon en Ludovico Sforza, de hertog van Milaan, om de Fransen te verdrijven. Dit werd de Liga van Venetië genoemd. Karel vertrok met zijn leger uit Napels, waarna hij tegenover het leger van de liga kwam te staan bij Fornovo di Taro. De leider van het leger van de liga was Francesco II Gonzaga.

## De slag
Op 4 juli kwam bericht van zijn bondgenoot Ercole I d'Este, hertog van Ferrara, dat de Venetianen nog geen toestemming van de senaat hadden gekregen om te vechten. Karel vroeg om vrije doorgang, maar de Venetianen stonden erop dat hij zijn veroveringen zou opgeven. Omdat de Fransen geen hoop hadden op versterkingen, maar het leger van de vijand gestadig groeide, besloten zij om het gevecht aan te gaan. 40 Franse soldaten werden op verkenning uitgestuurd, maar zij werden snel verslagen. 
Op 6 juli bevond het leger van de liga zich op de rechteroever van de rivier de Taro, terwijl de Fransen zich op de linkeroever bevonden. Het Franse leger werd opgedeeld in drie groepen, die achter elkaar aanvielen. 
Gian Giacomo Trivulzio was verantwoordelijk voor de eerste groep. Deze bestond uit driehonderd ruiters, tweehonderd licht-bewapende militairen en tweeduizend Duitse voetsoldaten die met speren waren uitgerust. Deze was omringd door soldaten die kleine pistolen droegen. Na hen volgde de tweede groep, die onder het bevel van de koning stond. Deze groep bestond uit zeshonderd ruiters, boogschutters en Duitse voetsoldaten. De derde groep bestond uit vierhonderd ruiters en meer dan duizend voetsoldaten. 
Aan de soldaten van de liga werd beloofd dat de rijkdommen die Karel uit Napels had meegenomen voor hen zouden zijn als ze zouden winnen. Francesco Gonzaga deelde zijn leger op in negen linies. Het was zijn plan om het de eerste en de twee groep van de Fransen lastig te maken met kleine aanvallen, terwijl het belangrijkste gedeelte van zijn leger de derde Franse groep zou aanvallen en in verwarring zou brengen. Als gevolg daarvan hoopte hij dat deze verwarring zou overslaan op de twee andere groepen. 
De aanval van de lichte cavalerie op de Fransen mislukte, omdat de regen de oevers te glad had gemaakt. De Venetianen hadden echter, mede door hun numerieke overwicht, de overhand aan het begin van het gevecht. Toen de Fransen die de schatten bewaarden, echter verdreven werden, begonnen vele soldaten van de liga te plunderen. Dit gaf de Fransen kans om terug te slaan. De huurlingen, die bij de liga hoorden, vluchtten of waren aan het plunderen en moesten door de Venetianen overtuigd worden dat zij het gevecht konden winnen.  
De Fransen trokken zich vervolgens terug op een heuvel. De Venetianen achtervolgden hen niet en beide legers sloegen kamp op. De Fransen hadden meer dan duizend man verloren en de Venetianen meer dan tweeduizend. Vele edelen waren gedood. De grootste slag voor Karel was echter het verlies van zijn schatten.

## Gevolgen
Karel trok zich terug uit Italië, zonder iets gewonnen te hebben. Door de oorlog had Frankrijk grote schulden, waardoor hij tot zijn dood in 1498 niets meer bereikte. De veldtocht had echter aan Europa duidelijk gemaakt dat Italië een zeer rijke buit was,  die niet in staat was zichzelf eensgezind te verdedigen. Karels neef Lodewijk XII, die hem opvolgde, begon dan ook wederom een oorlog in Italië. Nog decennialang zouden de Italiaanse oorlogen woeden op het Italiaans schiereiland, dat een  twistappel werd voor zowel binnenlandse als buitenlandse mogendheden.